# 母菊薁

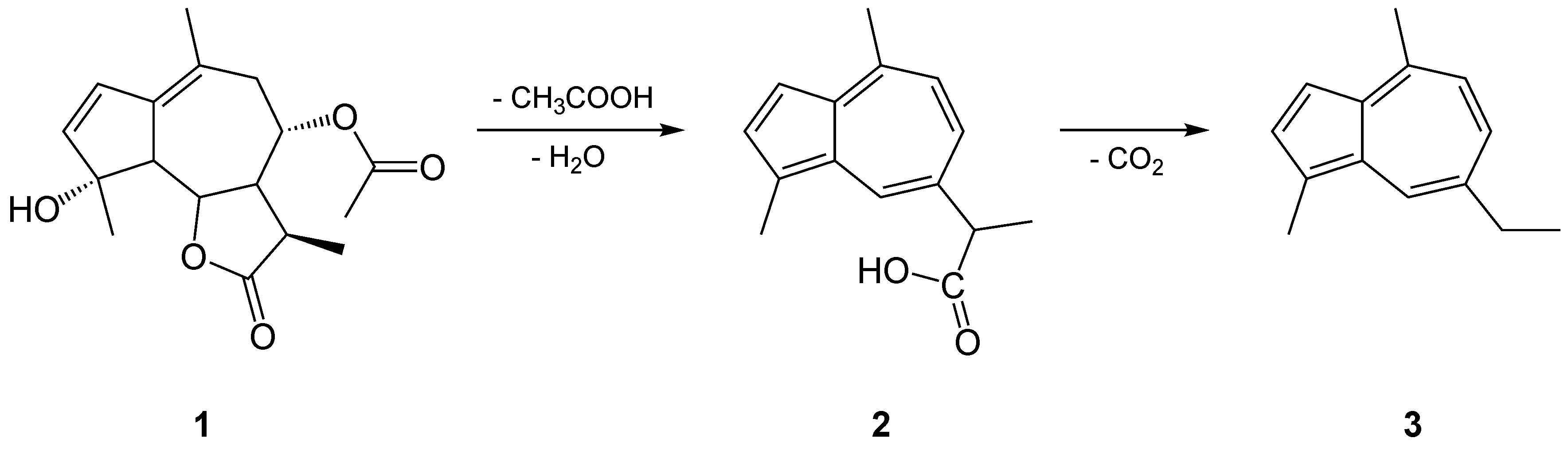
母菊薁的生物合成

母菊薁（化学名：1,4-二甲基-7-乙基薁）是一种带有芳香性的有机化合物，分子式C14H16，存在于德國洋甘菊（Matricaria chamomilla）、中亚苦蒿（Artemisia absinthium）、歐蓍草（Achillea millefolium）等菊科植物中。